# Coccoloba scandens
Coccoloba scandens là một loài thực vật có hoa trong họ Rau răm. Loài này được Casar. mô tả khoa học đầu tiên năm 1844.